# Estagel
Estagel (en catalán: Estagell) es una pequeña localidad y comuna francesa, situada en el departamento de Pirineos Orientales, región de Languedoc-Rosellón y comarca histórica del Rosellón. En ella confluyen los ríos Agly y Verdouble
Sus habitantes reciben el gentilicio de Estagellois en francés o Estagellenc, estagellenca en catalán.

## Geografía

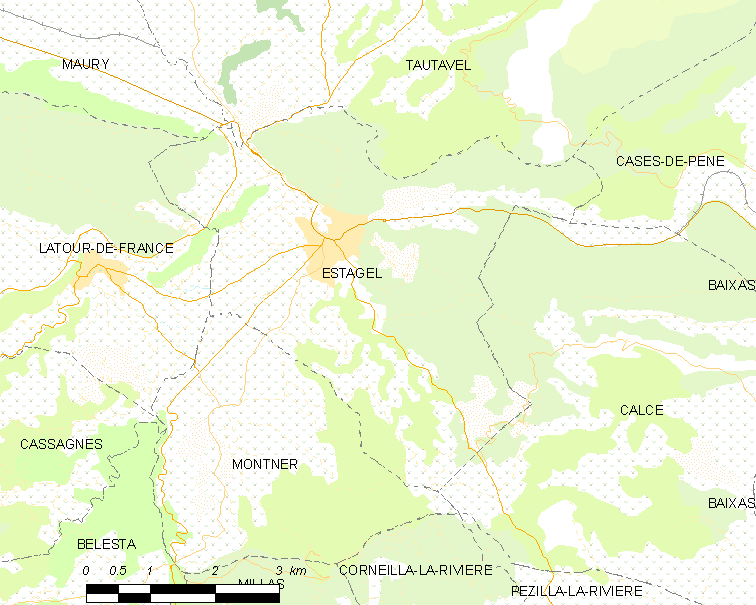
Situación de Estagel

## Demografía
| 2163 | 2201 | 2021 | 2038 | 2043 | 1941 |
| Para los censos de 1962 a 1999 la población legal corresponde a la población sin duplicidades (Fuente: INSEE [Consultar]) |      |      |      |      |      |

## Lugares de interés
- Ermita de Saint Vincent.

## Personalidades relacionadas con la comuna
- François Arago, físico, astrónomo y ministro.
- Jacques Arago, escritor y explorador, hermano de François Arago